# Oer-Erkenschwick
Oer-Erkenschwick (IPA: [oːɐ̯-]) è una città di 31 395 abitanti della Renania Settentrionale-Vestfalia, in Germania.
Appartiene al distretto governativo di Münster e al circondario di Recklinghausen.
Datteln possiede lo status di "Media città di circondario" (Mittlere kreisangehörige Stadt).

## Geografia fisica
Oer-Erkenschwick si trova a nord-est della città di Recklinghausen e a sud della collina di Haard all'interno del parco naturale Hohe Mark-Westmünsterland.
Insieme a Datteln, Waltrop e Flaesheim forma la regione di Ostvest.

## Sport

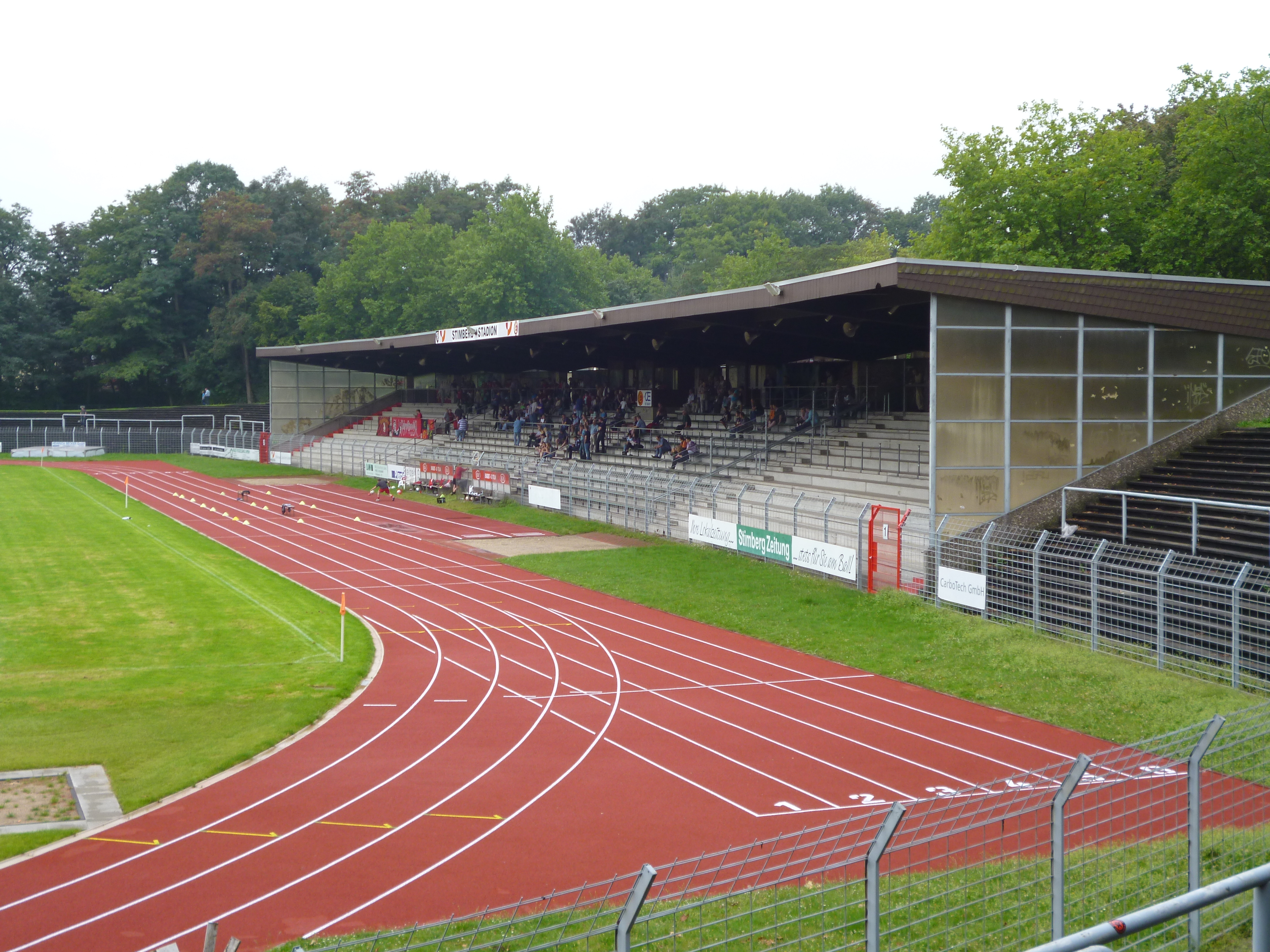
Tribuna dello Stimbergstadion

La squadra di calcio dello SpVgg Erkenschwick ha disputato il campionato di massima divisione per quasi un decennio dopo la seconda guerra mondiale. La sua sede è situata presso il Stimbergstadion. Attualmente gioca nella Oberliga Westfalen.
Altre squadre di calcio della città sono DJK Grün-Weiß Erkenschwick, FC 26 Erkenschwick, SV Titania Erkenschwick und Rot Weiß Erkenschwick 70, che giocano tutte nei campionati minori.

## Amministrazione

### Gemellaggi
- North Tyneside
- Halluin
- Kočevje
- Lübbenau
- Oba
- Pniewy